# Ponte Jornalismo
Ponte Jornalismo ou Ponte é um site de jornalismo independente do Brasil. Criado em 2014 por um grupo de jornalistas, publica reportagens sobre segurança pública, justiça e direitos humanos. É sustentado através de financiamento coletivo, com campanhas de doações como o programa TamoJunto e página na rede Catarse

## Histórico

### 2014-presente
Em novembro de 2019, foi selecionado pelo projeto Google News Initiative, para, segundo a Google, "acelerar a inovação no jornalismo".
Em julho de 2020, o Ponte Jornalismo lançou uma campanha em parceria com a Witness Brasil, incentivando que a população filme as ações da polícia, em prol dos direitos humanos. Em 20 de agosto de 2020, o Ponte Jornalismo foi retirado do ar, após vários ataques cibernéticos. Fausto Salvadori, um de seus criadores, disse que "o veículo nasceu sabendo que iria incomodar quem tem poder", mas as represálias ao site passaram a ameaçar a continuidade do mesmo. Marcelo Träsel, presidente da Abraji, comparou o ataque a servidores de um website jornalístico ao empastelamento das instalações de um jornal feito por militantes políticos: "Esse tipo de violação à liberdade de imprensa é inaceitável em uma democracia. Esperamos que as autoridades possam encontrar e punir os responsáveis."

### Editorial
Em julho de 2020, uma leitora do Ponte Jornalismo questionou o veículo de comunicação se seria justo apontar políticos (e seus partidos) como responsáveis pela violência policial no Brasil. Fausto Salvador, editor de redação do site, respondeu com o editorial "Por que a Ponte não passa pano": 
| “ | O que nos move é a luta pelos direitos humanos e não modulamos nossa cobertura de acordo com os partidos dos governantes que cometem as violações. Tratamos a todos como iguais, de um jeito que a Ponte sempre fez questão de fazer: nomeando os responsáveis pelos crimes. As violações de direitos humanos no Brasil têm uma longa trajetória de desresponsabilização, que insiste em omitir os nomes dos donos do poder responsáveis pelos piores crimes. Os Sertões, de Euclides da Cunha, denuncia um genocídio sem apontar um único responsável, bem diferente do que fez Émile Zola ao dizer “Eu acuso” em letras garrafais, dando nome a cada um dos responsáveis pela condenação injusta de Alfred Dreyfus. Nem precisa dizer que o artigo de Zola teve consequências práticas muito mais duradouras do que a denúncia de Euclides de crime sem autor. É por saber disso, da diferença que faz gritar um “eu acuso” e dizer os nomes, como fez Zola, que a gente faz questão de nomear cada policial, cada delegado, cada promotor, cada juiz e cada governante que tenham responsabilidade por um abuso. No caso de crimes de policiais, fazemos questão, sempre, de nomear os governadores, que, como comandantes das PMs, também são responsáveis por esses crimes. (...) E, sim, já houve governadores que enfrentaram a truculência de suas polícias: Leonel Brizola, no Rio, Mário Covas, em São Paulo, Olívio Dutra, no Rio Grande do Sul. Falando de Mario Covas, que acompanhei mais de perto, ele criou uma Ouvidoria das Polícias e uma comissão independente de controle da letalidade policial, além de instituir um programa em que todo policial que matasse uma pessoa era obrigado a sair das ruas e entregar suas armas por seis meses. Como isso impedia que o policial pudesse fazer “bico” como segurança particular, era um banho de água fria para os PMs assassinos. Não conheço nenhum governador dos dias atuais que procure adotar medidas remotamente parecidas com essas (se alguém souber, me avise que gostaria de conhecer). É uma vergonha considerar que um tucano nos anos 90 estava mais empenhado em combater a violência policial do que qualquer governador do Partido dos Trabalhadores (PT) ou Partido Comunista do Brasil (PCdoB) de hoje? Concordo, é uma vergonha. | ” |

### Censura
Em outubro de 2019, uma reportagem do Ponte Jornalismo que denunciava apologia a tortura foi censurada pelo YouTube, a pedido da própria empresa denunciada. A Fenaj declarou: 
| “ | As reportagens mostram o presidente da escola, o ex-agente penitenciário federal Evandro Bittencourt Guedes, e o professor e ex-PM Norberto Florindo Júnior ensinando técnicas de tortura e execução de suspeitos. Os vídeos constavam na própria conta do Youtube da Alfacon. Segundo os profissionais da Ponte Jornalismo, no sábado, dia 26, a agência foi notificada pelo YouTube, a pedido da empresa Complexo Educacional Agora eu Passo, ligada à AlfaCon, alegando violação de direitos autorais, motivo pelo qual a plataforma removeu os vídeos publicados pela Ponte, e ameaçou também eliminar o canal da agência, caso voltasse a publicar conteúdo com violações de direitos autorais. Diante disso, os jornalistas da Ponte postaram o vídeo em outra plataforma. O caso trata-se de um exemplo evidente de censura a conteúdo jornalístico, de interesse público, em que o direito autoral é colocado acima do direito à informação e às liberdades de imprensa e expressão. Além disso, a remoção desse tipo de conteúdo pode contribuir para a impunidade, na medida em que reduz a divulgação do caso, beneficiando a empresa e as pessoas denunciadas na reportagem. | ” |

Ainda em 2019, uma jornalista do Ponte Jornalismo foi censurada, com sete perguntas sendo ignoradas na coletiva de imprensa da SSP-SP (Secretaria da Segurança Pública de São Paulo), do governo João Doria (PSDB), a respeito da ação da Polícia Militar em Guararema (SP) que causou 11 mortes.

### Furo jornalístico
- 2020: "Corregedoria da PM faz operação em batalhão investigado por ‘mensalão do tráfico’"[11][12]

## Prêmios
Prêmio Vladimir Herzog
| Ano  | Categoria                       | Obra                                                                                 | Veículo de mídia | Autor         | Resultado |
| ---- | ------------------------------- | ------------------------------------------------------------------------------------ | ---------------- | ------------- | --------- |
| 2017 | Prêmio Vladimir Herzog de Áudio | "Moradores do Moinho falam em rotina de repressão da PM, um mês após morte de jovem" | Ponte Jornalismo | Claudia Rocha | Venceu    |